# سومانکیدی
سومانکیدی (به لاتین: Somankidi) یک منطقهٔ مسکونی در مالی است که در استان کایس واقع شده‌است.
 سومانکیدی  ۶٬۶۲۲ نفر جمعیت دارد.